# هزات متناسقة

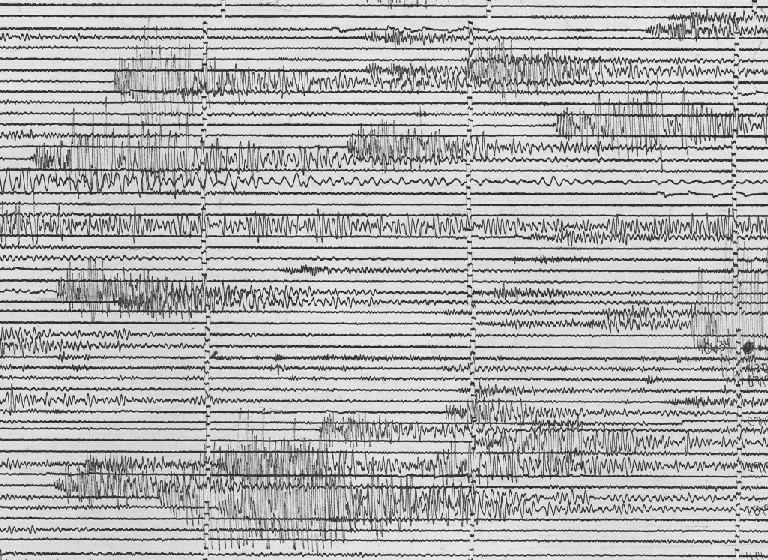

الهزات المتناسقة هي الهزات التي تسبق الإنفجارات البركانية بفترة زمنية قريبة، يمكن للمرء سماع هذه الهزات كأصوات قرقرة.
شاركت هوتوفيك إليس في إعداد دراسة ثانية نُشرت على الإنترنت في 14 يوليو في مجلة «علم طبيعة الأرض»، وهي تطرح نموذجاً جديداً عن «صدع احتكاكي» كأداة لتقييم آلية الارتجاج التي تم رصدها في بركان «ريداوت» في عام 2009. كانت كسينيا دميتريفا من جامعة ستانفورد معدة الدراسة الأساسية وشارك فيها أيضاً إريك دنهام من ستانفورد وبريجيان.
زيادة مدة التوقف في تردد الإرتجاج المتناسق قبل انفجار البركان مباشرةً هي محور التركيز الرئيسي في الدراسة المنشورة في مجلة «علم طبيعة الأرض». توضح هوتوفيك إليس: «نظن أن مدة التوقف تحصل حين تعجز الهزات الأرضية نفسها عن مواكبة ما يحدث وينزلق طرفا الصدع بسلاسة بشكل تصادمي».
وثّقت ارتفاع تردد الإرتجاج بدءاً من 1 هرتز (دورة في الثانية) والإنزلاق التصاعدي بحوالى 30 هرتز. عند البشر، يبلغ التردد المسموع حوالى 20 هرتز، لكن قد يتمكن شخص يستلقي على الأرض فوق ممر الصهارة مباشرةً من سماع الإرتجاج المتناسق حين يبلغ ذروته (لا توصي بهذا النشاط بما أن الإرتجاج يليه انفجار بعد فترة قصيرة جداً).
وصف العلماء في «مرصد البراكين في ألاسكا» التابع لمعهد المسح الجيولوجي الأميركي أعلى تردد يسجله الإرتجاج المتناسق في بركان «ريداوت» بمصطلح «الصرخات» لأنه يبلغ هذا التردد العالي مقارنةً بنقطة انطلاق تتراوح بين 1 و5 هرتز. حضّرت هوتوفيك إليس تسجيلين عن النشاط الزلزالي. يغطي تسجيل مدته عشر ثوان حوالى عشرة دقائق من الصوت الزلزالي والإرتجاج المتناسق بعد تسريعهما بستين مرة. يجمع تسجيل ثانٍ مدته دقيقة حوالى ساعة من النشاط الذي يشمل أكثر من 1600 هزة أرضية صغيرة تسبق أول انفجار مع ارتجاج متناسق.